# Alexander Jakobsen
Alexander Amir Zatuna Jakobsen (Rødovre, 18 marzo 1994) è un calciatore danese naturalizzato egiziano, centrocampista dell'RKC Waalwijk.

## Caratteristiche tecniche
La sua posizione abituale è quella di centrocampista offensivo. Le sue doti maggiori sono nella tecnica e nella creatività, tanto da apparire in uno spot del 2007 (quando era tredicenne) per la Danske Bank. Le giocate esibite, la carnagione e la capigliatura dell'epoca lo hanno portato ad essere soprannominato "il Ronaldinho danese" o "Mini Ronaldinho".

## Carriera

### Club
Jakobsen è nato nella periferia di Copenaghen da padre egiziano e madre danese.
Ha compiuto la trafila delle giovanili tra Lyngby, FC Copenaghen e gli olandesi del PSV Eindhoven, a cui è passato nel 2011.
Nella stagione 2013-2014 ha fatto qualche apparizione nello Jong PSV, squadra riserve del PSV, militante nel campionato di Eerste Divisie noto anche come Jupiler League per ragioni di sponsorizzazione. Qui è stato compagno di squadra del connazionale Mathias Jørgensen.
Svincolato dal PSV, Jakobsen ha svolto dei provini con gli svedesi dell'Helsingborg e dell'AIK oltre ai croati della Dinamo Zagabria. È tornato però in Svezia per firmare un contratto biennale con il Falkenberg valido per le stagioni 2015 (in cui la squadra si è salvata ai play-out) e 2016. Nel giugno 2016 il suo contratto è stato rescisso dal club (ultimo in classifica con 4 punti in 12 partite) per aver colpito volontariamente un compagno durante un allenamento.
Il 17 agosto 2016 è stato presentato come nuovo calciatore del Bodø/Glimt, in Norvegia. Ha esordito in Eliteserien in data 19 agosto, schierato titolare nel pareggio per 1-1 maturato sul campo del Vålerenga. Al termine della 30ª ed ultima giornata di campionato, in virtù della sconfitta per 2-1 sul campo del Rosenborg e della contemporanea vittoria per 3-0 dello Stabæk sullo Start, il Bodø/Glimt è scivolato al 15º posto, retrocedendo così in 1. divisjon. Jakobsen ha totalizzato 12 presenze in questa porzione di stagione, tra campionato e coppa.
Il 31 gennaio 2017 è stato ceduto a titolo definitivo ai danesi del Viborg, a cui si è legato per due stagioni e mezzo. Nonostante ciò, la sua parentesi è durata solo pochi mesi complice la retrocessione del club in seconda serie. Jakobsen aveva infatti un accordo con la dirigenza del Viborg per poter approdare altrove in caso di mancato raggiungimento della salvezza.
Il 21 luglio 2017 è tornato in Svezia a poco più di un anno di distanza dalla parentesi di Falkenberg. La sua nuova squadra, l'IFK Norrköping, era in cerca di un sostituto dopo la cessione di Niclas Eliasson. Arrivato dunque a stagione in corso, Jakobsen è stato spesso utilizzato dal primo minuto nella parte di campionato che rimaneva di lì al termine dell'Allsvenskan 2017. Nel 2018 ha totalizzato 8 presenze da titolare e 11 da subentrante, mentre nel 2019 fino alla sua cessione temporanea aveva collezionato solo 7 presenze partendo dalla panchina.
La sua permanenza in biancoblu è durata infatti fino al 10 agosto 2019, quando il Kalmar lo ha ottenuto in prestito per il resto della stagione nel tentativo di uscire dalla lotta retrocessione. La squadra ha ottenuto la salvezza a seguito del doppio spareggio contro il Brage.
Nel febbraio del 2020 è tornato a far parte di una squadra norvegese con l'ingaggio annuale da parte del Sarpsborg 08, club guidato in panchina dallo svedese Mikael Stahre. Il 5 ottobre successivo ha rescisso il contratto che lo legava al club.

### Nazionale
Dopo aver rappresentato la Danimarca a livello di Under-17 e Under-19, ha scelto di rappresentare l'Egitto a partire dalla selezione Under-20. Proprio con la Nazionale giovanile dei faraoni, nel 2013 ha vinto il Campionato africano Under-20.

## Statistiche

### Presenze e reti nei club
Statistiche aggiornate al 21 maggio 2022.
| Stagione              | Club                  | Campionato            | Campionato | Campionato | Coppe nazionali | Coppe nazionali | Coppe nazionali | Coppe continentali | Coppe continentali | Coppe continentali | Altre coppe | Altre coppe | Altre coppe | Totale | Totale |
| Stagione              | Club                  | Comp                  | Pres       | Reti       | Comp            | Pres            | Reti            | Comp               | Pres               | Reti               | Comp        | Pres        | Reti        | Pres   | Reti   |
| --------------------- | --------------------- | --------------------- | ---------- | ---------- | --------------- | --------------- | --------------- | ------------------ | ------------------ | ------------------ | ----------- | ----------- | ----------- | ------ | ------ |
| 2013-2014             | Jong PSV              | EED                   | 6          | 1          | -               | -               | -               | -                  | -                  | -                  | -           | -           | -           | 6      | 1      |
| 2015                  | Falkenberg            | A                     | 17+2       | 2          | CS              | 4               | 1               | -                  | -                  | -                  | -           | -           | -           | 23     | 3      |
| gen.-giu. 2016        | Falkenberg            | A                     | 11         | 1          | CS              | 0               | 0               | -                  | -                  | -                  | -           | -           | -           | 11     | 1      |
| Totale Falkenberg     | Totale Falkenberg     | Totale Falkenberg     | 28+2       | 3          |                 | 4               | 1               |                    | -                  | -                  |             | -           | -           | 34     | 4      |
| 2016                  | Bodø/Glimt            | ES                    | 10         | 0          | CN              | 2               | 0               | -                  | -                  | -                  | -           | -           | -           | 12     | 0      |
| gen.-giu. 2017        | Viborg                | SL                    | 4+11       | 1+1        | CD              | -               | -               | -                  | -                  | -                  | -           | -           | -           | 15     | 2      |
| 2017                  | IFK Norrköping        | A                     | 14         | 2          | CS              | 4               | 2               | -                  | -                  | -                  | -           | -           | -           | 18     | 4      |
| 2018                  | IFK Norrköping        | A                     | 21         | 1          | CS              | 0               | 0               | -                  | -                  | -                  | -           | -           | -           | 21     | 1      |
| gen.-ago. 2019        | IFK Norrköping        | A                     | 7          | 0          | CS              | 0               | 0               | UEL                | 0                  | 0                  | -           | -           | -           | 7      | 0      |
| Totale IFK Norrköping | Totale IFK Norrköping | Totale IFK Norrköping | 42         | 3          |                 | 4               | 2               |                    | 0                  | 0                  |             | -           | -           | 46     | 5      |
| 2019                  | Kalmar                | A                     | 9+1        | 1          | CS              | 1               | 0               | -                  | -                  | -                  | -           | -           | -           | 11     | 1      |
| 2020                  | Sarpsborg 08          | ES                    | 10         | 0          | -               | -               | -               | -                  | -                  | -                  | -           | -           | -           | 10     | 0      |
| 2020-2021             | Wadi Degla            | PL                    | 13         | 1          | CE              | 2               | 0               | -                  | -                  | -                  | -           | -           | -           | 15     | 1      |
| 2021-2022             | Smouha                | PL                    | 7          | 0          | CE              | 1               | 0               | -                  | -                  | -                  | -           | -           | -           | 8      | 0      |
| 2023                  | Dinamo Batumi         | EL                    | 0          | 0          | CG              | 0               | 0               | -                  | -                  | -                  | -           | -           | -           | 0      | 0      |
| Totale carriera       | Totale carriera       | Totale carriera       | 143        | 11         |                 | 14              | 3               |                    | 0                  | 0                  |             | -           | -           | 157    | 14     |

### Cronologia presenze e reti in nazionale
| Cronologia completa delle presenze e delle reti in nazionale ― Egitto | Cronologia completa delle presenze e delle reti in nazionale ― Egitto | Cronologia completa delle presenze e delle reti in nazionale ― Egitto | Cronologia completa delle presenze e delle reti in nazionale ― Egitto | Cronologia completa delle presenze e delle reti in nazionale ― Egitto | Cronologia completa delle presenze e delle reti in nazionale ― Egitto | Cronologia completa delle presenze e delle reti in nazionale ― Egitto | Cronologia completa delle presenze e delle reti in nazionale ― Egitto |
| Data                                                                  | Città                                                                 | In casa                                                               | Risultato                                                             | Ospiti                                                                | Competizione                                                          | Reti                                                                  | Note                                                                  |
| --------------------------------------------------------------------- | --------------------------------------------------------------------- | --------------------------------------------------------------------- | --------------------------------------------------------------------- | --------------------------------------------------------------------- | --------------------------------------------------------------------- | --------------------------------------------------------------------- | --------------------------------------------------------------------- |
| 28-3-2017                                                             | Alessandria d'Egitto                                                  | Egitto                                                                | 3 – 0                                                                 | Togo                                                                  | Amichevole                                                            | -                                                                     | 46’                                                                   |
| Totale                                                                |                                                                       | Presenze                                                              | 1                                                                     |                                                                       | Reti                                                                  | 0                                                                     |                                                                       |

## Palmarès

### Club

#### Competizioni nazionali
- Campionato georgiano: 1

Dinamo Batumi: 2023

### Nazionale
- Coppa delle Nazioni Africane Under-20: 1

Algeria 2013